# Rhopalotettix clavipes
Rhopalotettix clavipes är en insektsart som beskrevs av Hancock, J.L. 1910. Rhopalotettix clavipes ingår i släktet Rhopalotettix och familjen torngräshoppor.

## Underarter
Arten delas in i följande underarter:
- R. c. clavipes
- R. c. borneensis